# Lyonnais
Lyonnais var tidligere en fransk provins, hvor Lyon var hovedby. I 1790 blev provinsen en del af departementet Rhône-et-Loire. I 1793 blev det meste af den tidligere provins overført til departementet Rhône.